# 5miinust
5miinust is een Estische muziekgroep.

## Biografie
De groep werd in 2015 opgericht in Võsu door Kristjan Jakobson, Mihkel Tamm, Karl Kivastik, Priit Tomson en Pavel Botšarov. Die laatste verliet de groep in 2023. In 2016 werd een eerste album uitgebracht. In 2019 haalde 5miinust met Tsirkus een eerste hit die de hoogste plek in de Estische hitparade wist te bereiken. Daarna zouden er nog meer volgen.
Begin 2024 nam 5miinust samen met Puuluup deel aan Eesti Laul, de Estische preselectie voor het Eurovisiesongfestival. Met het nummer (Nendest) narkootikumidest ei tea me (küll) midagi won het gezelschap de finale, waardoor het Estland mocht vertegenwoordigen op het Eurovisiesongfestival 2024 in Malmö, Zweden. In de tweede halve finale werd de act zesde en in de finale twintigste. Daarnaast brachten 5miinust en Puuluup in 2024 samen een album uit met de titel kannatused ehk külakiigel pole stopperit.
1994: Silvi Vrait · 
1996: Ivo Linna & Maarja-Liis Ilus · 
1997: Maarja-Liis Ilus · 
1998: Koit Toome · 
1999: Evelin Samuel & Camille · 
2000: Ines · 
2001: Tanel Padar, Dave Benton & 2XL · 
2002: Sahlene · 
2003: Ruffus · 
2004: Neiokõsõ · 
2005: Suntribe · 
2006: Sandra Oxenryd · 
2007: Gerli Padar · 
2008: Kreisiraadio · 
2009: Urban Symphony · 
2010: Malcolm Lincoln · 
2011: Getter Jaani · 
2012: Ott Lepland · 
2013: Birgit Õigemeel · 
2014: Tanja · 
2015: Elina Born & Stig Rästa · 
2016: Jüri Pootsmann · 
2017: Koit Toome & Laura · 
2018: Elina Netsjajeva · 
2019: Victor Crone · 
2021: Uku Suviste · 
2022: Stefan · 
2023: Alika · 
2024: 5miinust & Puuluup · 
2025: Tommy Cash